# كاميلا بارازا
كاميلا بارازا (بالإسبانية: Camila Barraza)‏ هي عارضة أرجنتينية، ولدت في 26 أغسطس 1995 في بوينس آيرس في الأرجنتين.